# Campeonato Português de Hóquei em Patins Feminino
A 1ª Divisão Feminina ou Campeonato Português de Hóquei Patins Feminino é uma competição organizada pela Federação Portuguesa de Patinagem. A primeira edição foi realizada na época 1991-92 tendo sido vencida pelo CSP Alfena.
O SL Benfica é o atual campeão nacional e a equipa com mais campeonatos (12).

## Campeões[1]
| Ano     | Campeão             | 2º Lugar          | 3º Lugar          | 4º Lugar          |
| ------- | ------------------- | ----------------- | ----------------- | ----------------- |
| 2024–25 | SL Benfica          | HC Turquel        |                   |                   |
| 2023–24 | SL Benfica          | CA Feira          |                   |                   |
| 2022–23 | SL Benfica          | HC Turquel        |                   |                   |
| 2021–22 | SL Benfica          | Sporting          |                   |                   |
| 2020–21 | SL Benfica          | Sporting          |                   |                   |
| 2018–19 | SL Benfica          | Stuart HC Massamá | CH Carvalhos      | AA Coimbra        |
| 2017–18 | SL Benfica          | CH Carvalhos      | AA Coimbra        | Stuart HC Massamá |
| 2016–17 | SL Benfica          | Stuart HC Massamá | HC Turquel        | CH Carvalhos      |
| 2015–16 | SL Benfica          | HC Turquel        | AA Coimbra        | CH Carvalhos      |
| 2014–15 | SL Benfica          | AA Coimbra        | HC Turquel        | CH Carvalhos      |
| 2013–14 | SL Benfica          | Stuart HC Massamá | AA Coimbra        | CH Carvalhos      |
| 2012–13 | SL Benfica          | HC Turquel        | GDR "Os Lobinhos" | AD Sanjoanense    |
| 2011–12 | HC Turquel          | GDR "Os Lobinhos" | ACR Gulpilhares   | ADC Vila do Bispo |
| 2010–11 | GDR "Os Lobinhos"   | CD Boliqueime     | HC Turquel        | AD Sanjoanense    |
| 2009–10 | Fundação Nortecoope | GDR "Os Lobinhos" | HC Turquel        | UDC Nafarros      |
| 2008–09 | Fundação Nortecoope | CD Boliqueime     | HC Mealhada       | CD Nortecoope     |
| 2007–08 | Fundação Nortecoope | HC Mealhada       | CD Nortecoope     | CH Carvalhos      |
| 2006–07 | Fundação Nortecoope | A Alcobacense     | HC Mealhada       | CD Nortecoope     |
| 2005–06 | Fundação Nortecoope | CD Portosantense  | ACR Gulpilhares   | CD Nortecoope     |
| 2004–05 | CD Nortecoope       |                   |                   |                   |
| 2003–04 | CD Nortecoope       |                   |                   |                   |
| 2002–03 | CD Nortecoope       |                   |                   |                   |
| 2001–02 | CD Nortecoope       |                   |                   |                   |
| 2000–01 | CD Nortecoope       |                   |                   |                   |
| 1999–00 | HC Sintra           |                   |                   |                   |
| 1998–99 | CH Carvalhos        |                   |                   |                   |
| 1997–98 | AA Amadora          |                   |                   |                   |
| 1996–97 | CH Carvalhos        |                   |                   |                   |
| 1995–96 | AA Amadora          |                   |                   |                   |
| 1994–95 | CSP Alfena          |                   |                   |                   |
| 1993–94 | AD Oeiras           |                   |                   |                   |
| 1992–93 | VB Bispo            |                   |                   |                   |
| 1991–92 | CSP Alfena          |                   |                   |                   |

## Número de Campeonatos por Clubes
| Clube               | Campeonatos |
| ------------------- | ----------- |
| SL Benfica          | 12          |
| CD Nortecoope       | 5           |
| Fundação Nortecoope | 5           |
| CH Carvalhos        | 2           |
| AA Amadora          | 2           |
| CSP Alfena          | 2           |
| GDR "Os Lobinhos"   | 1           |
| HC Turquel          | 1           |
| VB Bispo            | 1           |
| AD Oeiras           | 1           |
| HC Sintra           | 1           |
| TOTAL               | 33          |